# Кастельянос, Валентин
Валентин Мариано Хосе Кастельянос Хименес (исп. Valentín Mariano José Castellanos Giménez; род. 3 октября 1998, Мендоса) — аргентинский футболист, нападающий итальянского клуба «Лацио» и национальной сборной Аргентины.

## Клубная карьера
Кастельянос начал футбольную карьеру в чилийском гранде «Универсидад де Чили». Его профессиональный дебют состоялся 5 апреля 2017 года в матче Южноамериканского кубка против бразильского «Коринтианса».
Летом 2017 года клуб второго дивизиона чемпионата Уругвая «Торке» арендовал Кастельяноса на полтора года с возможностью выкупа. В первом же матче за «селесте» забил гол, 1 сентября 2017 года поучаствовав в разгроме «Депортиво Мальдонадо» со счётом 4:0. В составе клуба в сезоне 2017 одержал победу во втором дивизионе и вышел в высший дивизион Уругвая. Летом 2018 года «Торке» выкупил Кастельяноса у «Универсидад де Чили».
27 июля 2018 года Кастельянос был арендован клубом MLS «Нью-Йорк Сити» до конца сезона 2018 с опцией выкупа. Забил гол в дебютном матче в составе нью-йоркского клуба, во встрече против «Ванкувер Уайткэпс» 4 августа. По окончании сезона 2018 «Нью-Йорк Сити» активировал опцию выкупа Кастельяноса из «Торке».
В феврале 2020 года Кастельянос получил грин-карту и в MLS перестал считаться иностранным игроком. В восьми матчах октября и ноября 2020 года забил шесть голов и отдал три голевые передачи, в том числе три гола и одну голевую передачу в дерби против «Нью-Йорк Ред Буллз» 1 ноября, за что был назван игроком месяца в MLS.
13 мая 2021 года Кастельянос подписал с «Нью-Йорк Сити» новый пятилетний контракт, до конца сезона 2025. В августе 2021 года забил четыре мяча и отдал две результативные передачи, и во второй раз удостоился звания игрока месяца в MLS. Забив шесть голов и отдав одну голевую передачу в четырёх последних матчах регулярного чемпионата, был назван игроком месяца в MLS за октябрь — ноябрь 2021 года. По итогам сезона 2021 Кастельянос выиграл «золотую бутсу» лучшего бомбардира MLS с 19-ю голами, опередив Олу Камару, забившего столько же, по дополнительному показателю, голевым передачам — восемь против пяти, и был включён в символическую сборную MLS.
17 апреля 2022 года в матче против «Реал Солт-Лейк» оформил покер, за что был назван игроком недели в MLS. Был отобран на Матч всех звёзд MLS 2022, но из-за отъезда в Европу не сыграл в шоу-матче.
25 июля 2022 года Кастельянос отправился в аренду в клуб испанской Ла Лиги «Жирона» до конца сезона 2022/23. Дебютировал за «Жирону» 14 августа в матче стартового тура сезона против «Валенсии». 22 августа в матче против «Хетафе» забил свой первый гол за «Жирону». 25 апреля 2023 года сделал покер в ворота «Реал Мадрид», став первым за 75 лет игроком, забившим «Реалу» более трёх мячей в матче чемпионата Испании.
21 июля 2023 года Кастельянос перешёл в клуб итальянской Серии A «Лацио» за рекордную для «Нью-Йорк Сити» сумму. Также американский клуб получит процент от его возможной продажи в будущем. Финансовые подробности сделки не были раскрыты, но согласно множеству сообщений «Лацио» заплатил за игрока около $16,7 млн (€15 млн). За римский клуб он дебютировал 20 августа в матче стартового тура сезона 2023/24 против «Лечче», выйдя на замену на 88-й минуте вместо Данило Катальди. 8 октября в матче против «Аталанты» забил свой первый гол за «Лацио»

## Карьера за сборную
В составе сборной Аргентины до 23 лет Кастельянос стал победителем Предолимпийского турнира КОНМЕБОЛ 2020.
В августе 2024 года Кастельянос получил свой первый вызов в национальную сборную на игры против Чили и Колумбии в рамках отборочного турнира на чемпионат мира 2026 года. Он дебютировал 5 сентября в победной игре против чилийцев (3:0), заменив Хулиана Альвареса на 89-й минуте.

## Статистика выступлений
| Выступление         | Выступление      | Выступление      | Лига | Лига | Кубок | Кубок | Континент. | Континент. | Прочие | Прочие | Итого | Итого |
| Клуб                | Лига             | Сезон            | Игры | Голы | Игры  | Голы  | Игры       | Голы       | Игры   | Голы   | Игры  | Голы  |
| ------------------- | ---------------- | ---------------- | ---- | ---- | ----- | ----- | ---------- | ---------- | ------ | ------ | ----- | ----- |
| Универсидад де Чили | Примера Дивисьон | 2016/17          | 0    | 0    | —     | —     | 1          | 0          | —      | —      | 1     | 0     |
| Универсидад де Чили | Итого            | Итого            | 0    | 0    | —     | —     | 1          | 0          | —      | —      | 1     | 0     |
| Торке               | Сегунда Дивисьон | 2017             | 11   | 2    | —     | —     | —          | —          | —      | —      | 11    | 2     |
| Торке               | Примера Дивисьон | 2018             | 18   | 3    | —     | —     | —          | —          | 1      | 0      | 19    | 3     |
| Торке               | Итого            | Итого            | 29   | 5    | —     | —     | —          | —          | 1      | 0      | 30    | 5     |
| Нью-Йорк Сити       | MLS              | 2018             | 8    | 1    | —     | —     | —          | —          | 2      | 0      | 10    | 1     |
| Нью-Йорк Сити       | MLS              | 2019             | 30   | 11   | 3     | 0     | —          | —          | 1      | 0      | 34    | 11    |
| Нью-Йорк Сити       | MLS              | 2020             | 22   | 6    | —     | —     | 4          | 0          | 3      | 1      | 29    | 7     |
| Нью-Йорк Сити       | MLS              | 2021             | 32   | 19   | —     | —     | —          | —          | 3      | 3      | 35    | 22    |
| Нью-Йорк Сити       | MLS              | 2022             | 17   | 13   | 2     | 0     | 6          | 4          | —      | —      | 25    | 17    |
| Нью-Йорк Сити       | Итого            | Итого            | 109  | 50   | 5     | 0     | 10         | 4          | 9      | 4      | 133   | 58    |
| Жирона              | Ла Лига          | 2022/23          | 35   | 13   | 2     | 1     | —          | —          | —      | —      | 37    | 14    |
| Жирона              | Итого            | Итого            | 35   | 13   | 2     | 1     | —          | —          | —      | —      | 37    | 14    |
| Лацио               | Серия A          | 2023/24          | 3    | 0    | —     | —     | —          | —          | —      | —      | 3     | 0     |
| Лацио               | Итого            | Итого            | 3    | 0    | —     | —     | —          | —          | —      | —      | 3     | 0     |
| Всего за карьеру    | Всего за карьеру | Всего за карьеру | 176  | 68   | 7     | 1     | 11         | 4          | 10     | 4      | 204   | 77    |

1. ↑  В графу «Континентальные кубки» входят игры и голы в Южноамериканском кубке и Лиге чемпионов КОНКАКАФ.
2. ↑  В графу «Прочие» входят игры и голы в плей-офф Примеры Уругвая, плей-офф Кубка MLS и плей-офф Турнира MLS is Back.

## Достижения

### Клубные
«Торке»
- Победитель второго дивизиона чемпионата Уругвая: 2017

«Нью-Йорк Сити»
- Чемпион MLS (обладатель Кубка MLS): 2021

сборная Аргентины до 23 лет
- Победитель Предолимпийского турнира КОНМЕБОЛ: 2020

### Индивидиуальные
- Лучший бомбардир MLS: 2021 (19 голов)
- Член символической сборной MLS: 2021
- Игрок месяца в MLS: октябрь / ноябрь 2020, август 2021, октябрь / ноябрь 2021